# Titanic II

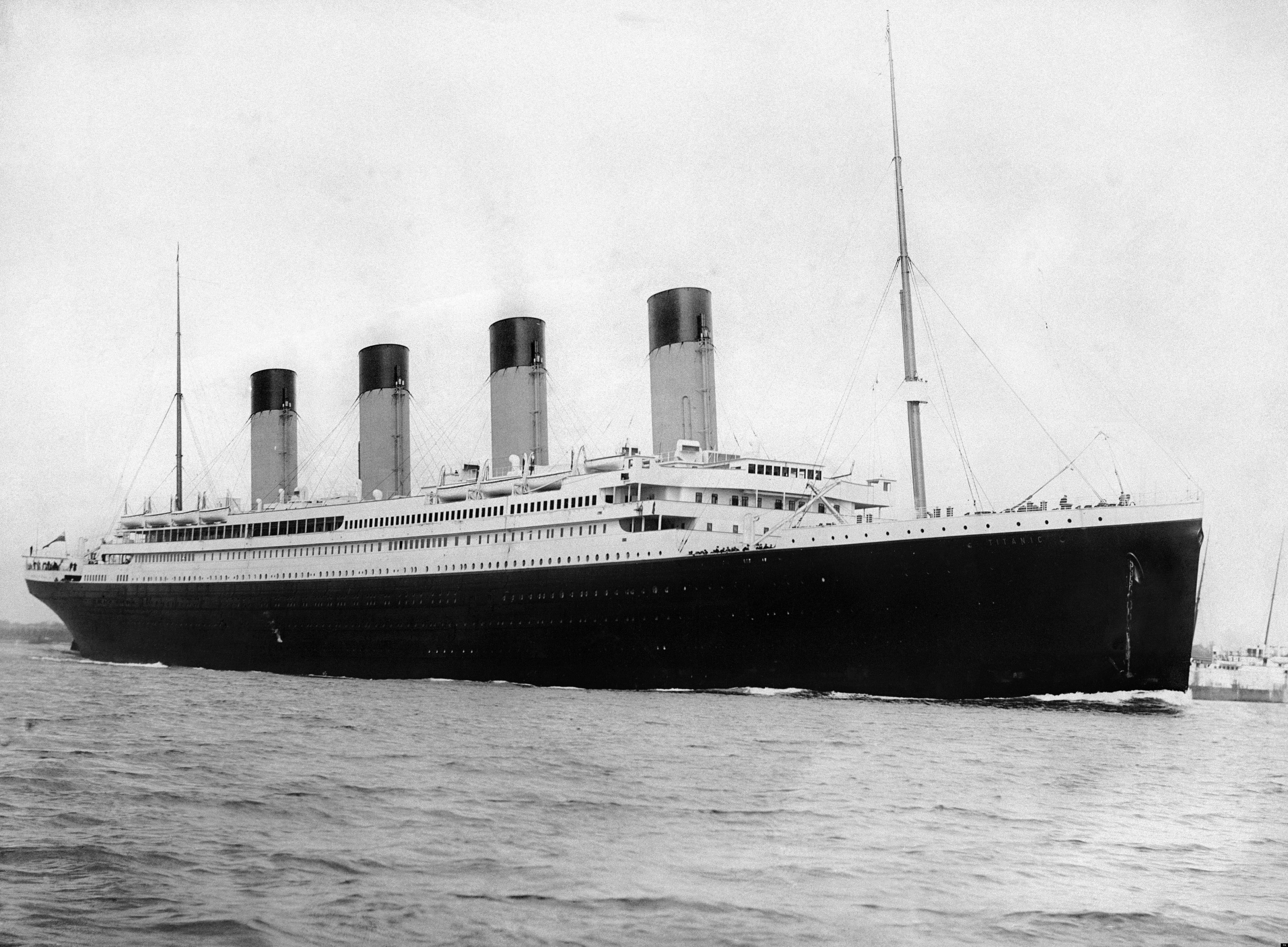
Il transatlantico britannico RMS Titanic alla partenza dal porto di Southampton il 10 aprile 1912, quattro giorni prima di affondare.

Titanic II è il nome dato a vari progetti che mirano alla costruzione di una nave che avrebbe lo scopo di riprodurre il RMS Titanic, famoso transatlantico britannico di proprietà della compagnia navale White Star Line affondato il 15 aprile 1912 durante il suo viaggio inaugurale a causa dello scontro con un iceberg. In seguito ad un primo studio di fattibilità dell'opera, sono state fatte diverse proposte del genere: la prima fu annunciata nel 2000 e abbandonata nel 2006, mentre la seconda e la terza furono annunciate rispettivamente nel 2012 e nel 2024 dal magnate australiano dell'industria mineraria Clive Palmer.

## Studio di fattibilità
Nel 1998 la rivista statunitense Popular Mechanics delineò la fattibilità ingegneristica di una riproduzione del Titanic dopo essersi consultata con il college "Webb Institute" di New York, istituto universitario specializzato in ingegneria navale.
La maggior parte dei cambiamenti necessari rispetto alla nave originale sarebbero dovuti apparire al di sotto della linea di galleggiamento, non risultando quindi visibili dall'esterno, in modo tale che il Titanic II apparisse visivamente il più simile possibile al Titanic. Popular Mechanics stabilì che le principali modifiche dovessero essere:
- Scafo saldato e non rivettato;
- Presenza di un bulbo di prua, per una minore resistenza all'acqua;
- Timone allargato e presenza di un'elica di manovra prodiera per una migliore manovrabilità;
- Stabilizzatori orizzontali;
- Adozione di un sistema di propulsione diesel-elettrico, che libererebbe il grande spazio occupato dalle 29 caldaie a carbone e dalle tre macchine a vapore (due motrici alternative ed una turbina) che movimentavano il Titanic;
- Impiego dello spazio liberato per impianti di trattamento dei rifiuti, depurazione dell'acqua ed aria condizionata.

Nel Titanic originale solamente tre dei quattro fumaioli erano funzionanti (ed espellevano i gas di scarico del sistema di propulsione a vapore), mentre il quarto aveva la funzione di presa d'aria e fu aggiunto per rendere la figura della nave più imponente. Anche nel Titanic II potrebbe essere utilizzato questo espediente: in un'eventuale riproduzione della nave con quattro fumaioli, essi potrebbero tutti avere uno scopo solamente ornamentale, poiché lo scarico di un propulsore diesel non necessita della loro presenza.
La fattibilità economica era ancora incerta, in quanto i costi di produzione avrebbero potuto essere circa il doppio del costo di una moderna nave da crociera.

## Primo progetto: 2000-2006
L'uomo d'affari e magnate sudafricano Sarel Gous propose la costruzione di un Titanic II nel giugno del 2000. Gous affermò di essere entrato in possesso dei disegni originali della famosa nave allo scopo di realizzare la sua idea. Se la nave fosse stata completata, avrebbe avuto una lunghezza di 290 metri e una larghezza di 33 metri, risultando quindi più lunga e larga dell'originale. Avendo tenuto colloqui con il dipartimento tecnico dell'industria cantieristica navale Harland and Wolff a Belfast, in Irlanda del Nord, la stessa che costruì il Titanic originale, il magnate presentò la proposta al Consiglio della città di Belfast. Il progetto era valutato circa 500 milioni di sterline. Gous ha precedentemente considerato di costruire la nave a Durban, in Sudafrica, ma incaricò per lo studio di fattibilità la Harland and Wolff.
Nel novembre del 2000, Gous firmò un accordo con un'azienda situata nel Principato di Monaco per finanziare la costruzione della nave. Egli dichiarò che i lavori di costruzione sarebbero iniziati all'interno dei successivi nove mesi.
Il nome della compagnia che avrebbe dovuto gestire il Titanic II sarebbe stato "White Star Line", rappresentando una rinascita della defunta compagnia navale proprietaria del Titanic. Il nuovo Titanic avrebbe dovuto essere molto simile a quello originale ed avrebbe avuto gli interni di una moderna nave da crociera.
Fin dal principio l'intenzione era di costruire una nave che avesse un numero sufficiente di lance di salvataggio, essendo noto che esse furono uno dei principali talloni d'Achille del piroscafo affondato nel 1912. A causa dei regolamenti SOLAS sulla navigazione il progetto si è rivelato impossibile da realizzare. I moderni regolamenti antincendio proibiscono l'uso in larga scala di legno negli interni. Non è legale neppure avere scialuppe di salvataggio montate alla stessa altezza che avevano sul Titanic, in quanto le norme attuali richiedono che le scialuppe di salvataggio siano montate ad un'altezza non maggiore di 15 metri (49 piedi) al di sopra della linea di galleggiamento. Una riproduzione del Titanic potrebbe però richiedere esenzioni dalle regolamentazioni, proprio come è accaduto nel caso delle concessioni al progetto della RMS Queen Mary 2.
Nel 2006 il progetto del Titanic II di Gous fu archiviato a causa degli alti costi di realizzazione e del poco supporto ricevuto.
L'ultima sopravvissuta al naufragio del Titanic ancora in vita all'epoca, Millvina Dean, espresse pubblicamente opinione contraria alla costruzione della nave.

## Secondo progetto: 2012-2019

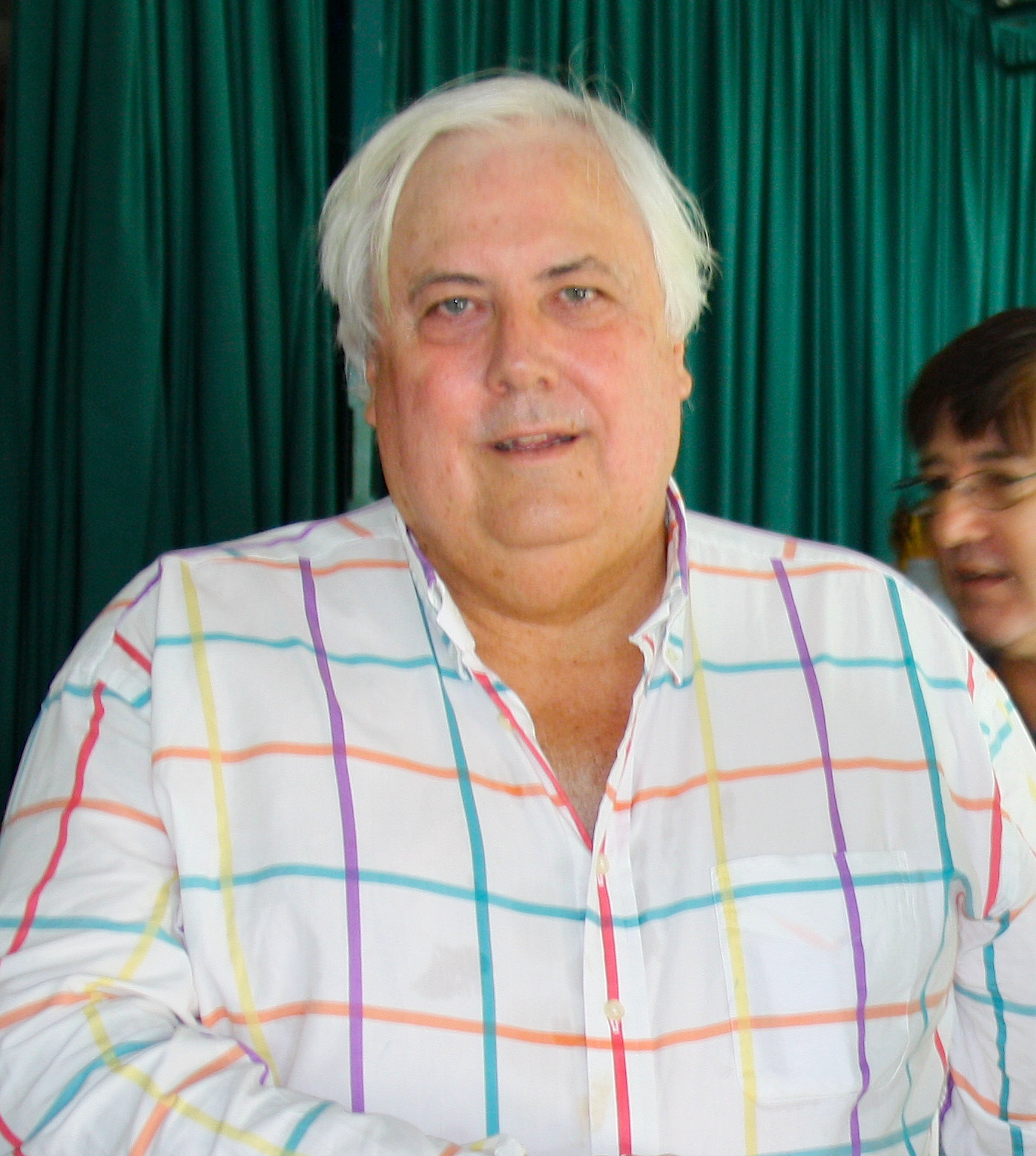
Clive Palmer nel 2012

Nel 2012, ad un secolo esatto dall'incidente del Titanic originale, un secondo tentativo di commissionare la costruzione di un Titanic II è stato fatto dal magnate minerario australiano Clive Palmer, che si è rivolto ad una azienda di proprietà dello Stato cinese.  Il miliardario aveva confermato l'inizio dei lavori di costruzione per la fine del 2013 e che la nave sarebbe stata pronta a salpare entro il 2018. Il Titanic II, aveva dichiarato Palmer, sarebbe stato progettato cercando di mantenere il più possibile la verosimiglianza con l'originale sotto il profilo delle specifiche e del design, ma con la tecnologia più avanzata per quanto riguarda sicurezza e affidabilità. I lavori di costruzione sarebbero stati affidati ai cantieri "CSC Jinling", dopo un'intesa firmata tra l’uomo e il governo cinese.
«La nave sarà altrettanto lussuosa come l'originale, ma naturalmente sarà dotata di tutte le tecnologie più avanzate del XXI secolo, e degli ultimi sistemi di navigazione e sicurezza», aveva dichiarato Palmer in un comunicato stampa. Il nuovo transatlantico, il cui costo di costruzione non è stato reso noto, avrebbe dovuto ripercorrere la stessa rotta del precedente, da Southampton a New York.
Palmer, che ha forti rapporti commerciali con la Cina, ha ampliato, negli ultimi anni, il proprio interesse per il settore del turismo; è infatti proprietario di un resort di lusso nella Sunshine Coast ed ha in programma di realizzare una flotta di navi di lusso per la propria compagnia navale, la Blue Star Line, della quale avrebbe fatto parte per l'appunto anche il Titanic II.
Nello stesso comunicato nel quale si annunciava la costruzione della nave, si riportava che l'ufficio della direzione del cantiere navale CSC Jinling contattato telefonicamente aveva dichiarato di "non essere a conoscenza del contratto, ma che potrebbe essere stato stilato dalla divisione marketing"; inoltre la Cina non ha alcuna esperienza nella costruzione di navi da crociera.
Il 16 aprile 2013 è stata annunciata la stipula di un contratto con la Deltamarin, per la fase di sviluppo del progetto e il coordinamento della varie parti coinvolte nel progetto, tra cui il cantiere, gli architetti, interior designer e responsabile delle operazioni Lo studio di fattibilità è stata completata, e la fase di sviluppo del progetto era in corso. La firma di un contratto e la posa della chiglia era prevista per marzo del 2014.
Sempre nel 2013 erano stati annunciati ulteriori contratti e accordi relativi alla progettazione e alla costruzione; la nomina di V. Ships per il ship management services partner e di Tillberg Design come fornitore di servizi di architettura e interior design. Il 17 luglio 2013, la Blue Star Line ha annunciato che la società di classificazione del Lloyd Register ha aderito al progetto Titanic II. Il lavoro svolto da Lloyd assicurerebbe che il design della nave venga rispettato con le attuali normative SOLAS.
Nel settembre del 2013 la Hamburgische Schiffbau-Versuchsanstalt (HSVA) effettuano delle prove utilizzando un modello in legno di 9,3 metri (31 piedi), mentre vengono effettuate anche prove di resistenza e di potenza in una vasca navale di 300 metri (980 ft)
In un'intervista del febbraio 2014, Palmer aveva affermato che la chiglia sarebbe stata posata entro il mese di settembre 2014 e affermato che il progetto è stato "un grande lavoro". Aveva inoltre sostenuto che una selezione di cabine erano in fase di costruzione su un terreno per l'approvazione, e che questo sarebbe stato completato entro il luglio del 2014.
Nell'aprile 2016 gli amministratori della società di raffinazione del nichel appartenente a Palmer (Queensland Nickel) hanno affermato che erano stati spesi quasi 6 milioni di dollari per pagare lo sviluppo e la commercializzazione del Titanic II. Da quel momento, gli amministratori hanno indicato che avrebbero cercato in qualche modo di recuperare questi soldi.
La data di lancio prevista, originariamente impostata nel 2016, è stata poi posticipata al 2022.
Il Queensland Nickel andò tuttavia in bancarotta e Palmer si trovò a fronteggiare il congelamento dei beni personali per recuperare i soldi dovuti ai dipendenti e ai creditori della società.
Nel 2018 Palmer ha rilanciato il progetto, parlando di un possibile varo a Dubai nel 2022; la nave avrebbe dovuto effettuare il viaggio inaugurale verso Southampton, per poi seguire la rotta del Titanic originale.
Nel 2019, in realtà, un rappresentante della Blue Star Line ha annunciato che nessun cantiere navale era stato realmente incaricato della realizzazione del progetto.
Ad aprile 2023, Blue Star Line non aveva aggiornato il proprio sito Web da cinque anni e Deltamarin ha rinviato tutte le domande sul progetto a Blue Star. Un giornale di Belfast riferì che Palmer iniziò a dubitare della fattibilità economica della nave una volta che l'interesse e la curiosità iniziali si erano esauriti. Nel settembre 2022, un sito finanziario con sede a Londra ha contattato Blue Star per un aggiornamento sullo stato, ma non ha ricevuto risposta.

## Terzo progetto: 2024
A rilanciare nuovamente il progetto Titanic II è stato lo stesso Clive Palmer, in una conferenza stampa tenuta a Sydney il 14 marzo 2024, affermando che il suo sogno è ancora vivo e programmando  l'avvio dei lavori per l'inizio dell'anno successivo.
Il nuovo progetto, analogamente al precedente, tenderà a ricreare con esattezza il transatlantico che affondò nel 1912, per poter trasportare passeggeri in tutto il mondo con “stile e lusso”; il costo previsto per la realizzazione dell'opera andrà da 500 milioni a 1 miliardo di dollari secondo le stime dello stesso Palmer.
La nave, disposta su nove ponti, sarà lunga 268 metri e larga 32 metri, e avrà 835 cabine; 383 per la prima classe; 201 per la seconda classe; 251 per la terza classe. I passeggeri totali saranno 2.345 ed avranno modo di indossare vestiti tipici del 1900 per il viaggio; saranno presenti la famosa scalinata d'onore, un teatro, una sala fumatori, una sauna, una piscina interna, un palestra arredata come l'originale dell'epoca, sale da pranzo per le diverse classi e una caffetteria di terza classe che fornirà ai suoi ospiti le stesse pietanze dell'epoca (stufato e purè) per ricreare un'esperienza più autentica possibile.
Il viaggio inaugurale è previsto secondo Palmer per giugno 2027, e ripercorrerà lo storico percorso del suo predecessore salpando da Southampton per raggiungere New York.

## Progetto cinese
Esisteva inoltre il progetto per una replica cinese del Romansidea Titanic, che ha impostato la chiglia il 29 novembre 2016. Commissionato dalla Seven Star Energy Investment, la funzione di questa replica era di essere utilizzata come attrazione di un parco a tema e come hotel galleggiante stazionario sul fiume Qi nella provincia del Sichuan. A differenza del Titanic II di Palmer, la replica cinese non era destinata a navigare per mare, ma ad essere ancorata permanentemente. L'apertura al pubblico era prevista nel 2018, ma il progetto ebbe notevoli problemi finanziari.
In realtà è stato costruito solo un quarto dello scafo, che oggi risulta abbandonato e in gran parte arrugginito.